# Liste der Naturdenkmale in Klettgau
| Naturdenkmale | Anzahl |
| ------------- | ------ |
| FND           | 1      |
| END           | 1      |
| Gesamt        | 2      |

Die Liste der Naturdenkmale in Klettgau nennt die verordneten Naturdenkmale (ND) der im baden-württembergischen Landkreis Waldshut liegenden Gemeinde Klettgau. In Klettgau gibt es insgesamt zwei als Naturdenkmal geschützte Objekte, davon ein flächenhaftes Naturdenkmal (FND) und ein Einzelgebilde-Naturdenkmal (END).
Stand: 1. November 2016.

## Flächenhafte Naturdenkmale (FND)
| Name                         | Bild | Kennung     | Einzelheiten | Position | Fläche Hektar | Datum         |
| ---------------------------- | ---- | ----------- | ------------ | -------- | ------------- | ------------- |
| Ehemalige Erzinger Lehmgrube | BW   | 83370620002 | Klettgau     | ⊙        | 2,2           | 20. Aug. 1987 |
| Legende für Naturdenkmal     |      |             |              |          |               |               |

## Einzelgebilde (END)
| Name                     | Bild | Kennung     | Einzelheiten | Position | Fläche Hektar | Datum         |
| ------------------------ | ---- | ----------- | ------------ | -------- | ------------- | ------------- |
| 2 Linden                 | BW   | 83370620001 | Klettgau     | ⊙        | 0,0           | 13. Okt. 1949 |
| Legende für Naturdenkmal |      |             |              |          |               |               |